# 1954-es Formula–1 világbajnokság
Az 1954-es Formula–1-es szezon volt az 5. FIA Formula–1 világbajnoki szezon. 1954. január 17-étől október 24-éig tartott, kilenc futamot rendeztek ez idő alatt. Kikerült a versenynaptárból a holland nagydíj, amely mindössze 2 szezont élt meg. Visszakerült viszont a spanyol nagydíj, így 1951 után másodszor rendeztek futamot Pedralbesben.
A sportág első többszörös bajnoka, a kétszeres világbajnok Alberto Ascari elhagyta sikereinek csapatát, és a Officine Alfieri Maserati csapathoz igazolt. Az évad első három versenyét kihagyta, ezzel gyakorlatilag még azelőtt kiszállt a világbajnoki csatából, hogy az elkezdődött volna. Így a Ferrarinál előtérbe került Nino Farina, a sportág első világbajnoka. Bár címvédő évében csak negyedik lett, 1952-ben Ascari mögött második, 1953-ban pedig Ascari és Fangio mögött harmadik lett a bajnokságban, jelezve, hogy még mindig kész a bajnoki címért harcolni. De előtérbe került a fiatal Mike Hawthorn is, aki első Ferraris évében szerzett futamgyőzelmével hívta fel magára a figyelmet, és akit a brit közlemény is nagyra tartott, mivel ő volt az első nem argentin vagy olasz győztese a sportágnak, és az angol autóversenyzés előtérbe kerülését várták tőle. A Ferrari harmadik versenyzője az argentin José Froilán González volt, aki 1951-ben  megszerezte a Ferrari első futamgyőzelmét és világbajnoki bronzérmes lett a Ferrarival, két Maseratinál töltött év után tért vissza Enzo Ferrari csapatához.
Azonban mindhármuknál nagyobb esélyesnek tartották az argentin versenyzőfenomént, Juan Manuel Fangiót, aki három Formula–1-ben töltött évadja során egy világbajnoki arany- és két ezüstérmével a sportág legeredményesebb versenyzőjének számított Ascari után, de sokan már ekkor is a legnagyobbként emlegették (amire később rá is szolgált). Emellett a Maserati is eléggé megerősödött ahhoz, hogy az elmúlt két évben domináns Ferrarival felvegye a versenyt.

## A szezon menete

### argentin nagydíj
Az évad első futamát, akárcsak egy évvel korábban, Argentínában rendezték, Buenos Airesben. A pole-pozíciót Nino Farina szerezte meg a Ferrarival, mögötte a hazai pályán versenyző csapattársa, José Froilán González indult, harmadik helyről a szintén argentin Juan Manuel Fangio rajtolt. A versenyt végül a hazai közönség nagy kedvence, a Maestro nyerte meg Farina előtt, a dobogó harmadik fokára is argentin versenyző állhatott González személyében, aki a verseny leggyorsabb körét is megfutotta. Mike Hawthorn a negyedik helyről rajtolt, de diszkvalifikálták, mert a startnál korán indult.

### belga nagydíj

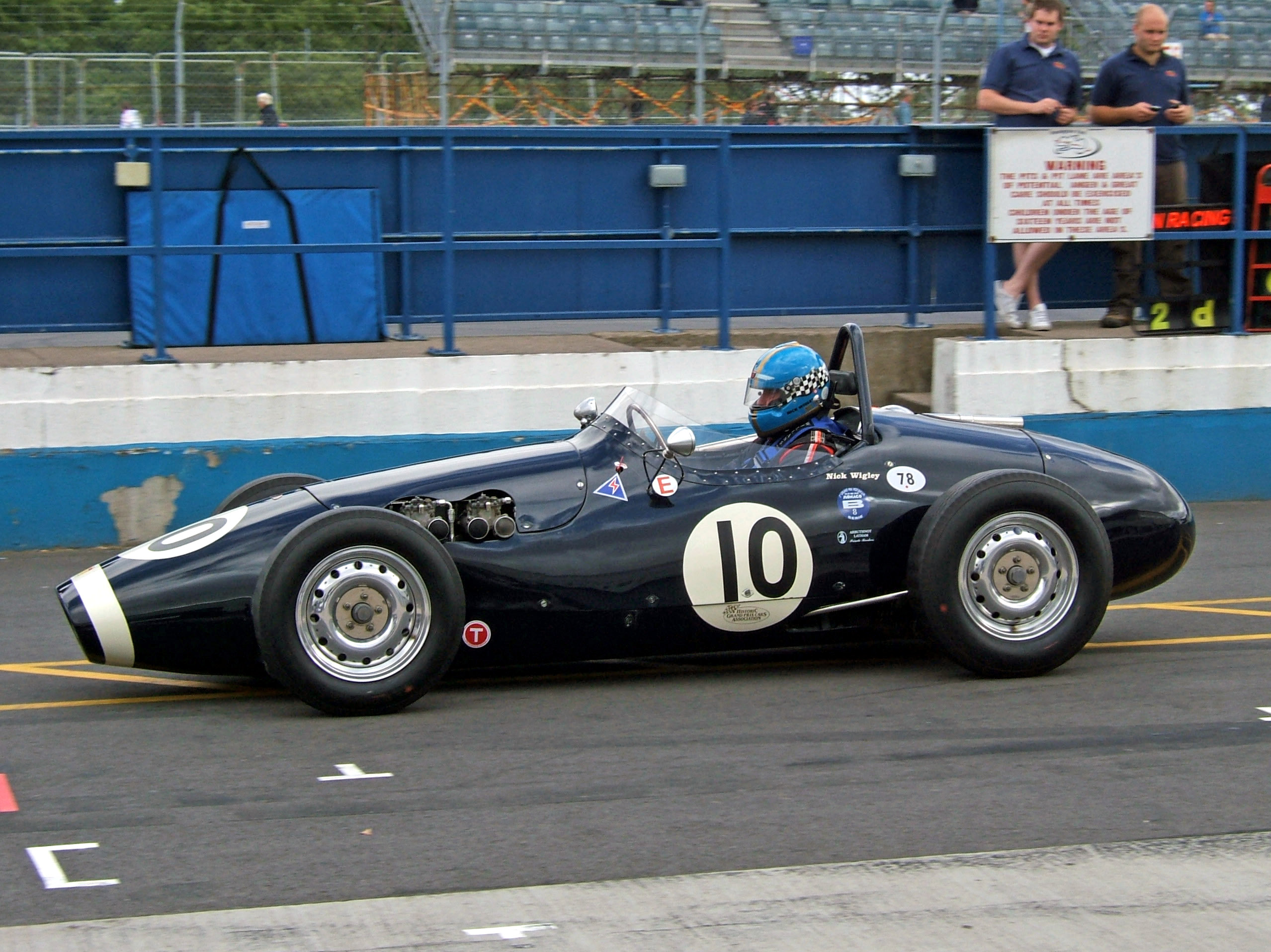
Connaught Type A

Az évad harmadik (Indianapolist nem számolva második) futamát a belga Spa-Francorchamps  pályán rendezték. Fangio pole-pozícióból rajtolva nyert, miközben megfutotta a verseny leggyorsabb körét. Mögötte a Ferrari francia versenyzője, Maurice Trintignant lett a második, a dobogó harmadik fokára pedig a fiatal angol tehetség, Stirling Moss állhatott fel. González, bár a második helyről rajtolt, már az első körben motorproblémája lett, mire autót cserélt az ötödik helyről rajtoló Hawthornnal. Végül a negyedik pozícióban ért be, de az azért járó három pontot meg kellett osztania az angollal. A harmadik helyről rajtoló Farina a 36 körös verseny 14. körében kiállni kényszerült. Összességében elmondható, hogy Fangio szárnyalt, miközben vetélytársai nem, vagy csak alig szereztek pontokat.

### francia nagydíj
A bajnokságban két verseny alatt nagy előnyre szert tevő Fangio a belga nagydíj után átigazolt a Mercedeshez, és a Reimsben rendezett francia nagydíjon már a német csapat autójával állt rajthoz. A feltörekvő Mercedes megszerezte az első két rajtkockát Fangio és a német Karl Kling jóvoltából, majd a verseny végéig megőrizték pozíciójukat, ezzel meghozták a Mercedes első kettős győzelmét, ahol a két Mercedes egy tized másodpercre egymástól futottak át a célvonalon. Alberto Ascari átigazolt Fangio helyére a Maseratihoz, és bár a harmadik helyről rajtolt, már az első kört sem tudta befejezni. A dobogó harmadik fokára a Ferrari francia pilótája, Robert Manzon állhatott fel. A verseny leggyorsabb körét a Mercedest vezető Hans Hermann futotta, annak ellenére, hogy már a hetedik körben motormeghibásodás miatt kiállni kényszerült.

### brit nagydíj
A negyedik versenyt az angliai Silverstone-ban rendezték, ahol 1951-ben González meghozta a Ferrari első futamgyőzelmét. Bár Fangio rajtolhatott az élről, végül még a dobogóról is lecsúszott, csupán a negyedik helyen ért célba. A második helyről rajtoló González megismételte három évvel korábbi sikerét, ezzel második és egyben utolsó futamgyőzelmét aratta a Formula–1-ben. Mögötte a harmadik helyről rajtoló Hawthorn ért célba, így a Ferrari kettős győzelmet ünnepelhetett. A dobogó legalsó fokára a szintén argentin Onofre Marimón állhatott a Maseratival, az utolsó pontszerző helyen pedig Trintignant futott be. A leggyorsabb kör tekintetében történelmi esemény következett be a tizedmásodperc pontos időmérésnek köszönhetően. Ascari, Behra, Fangio, González, Hawthorn, Marimón és Moss mind 1:50-es kört futottak, így a leggyorsabb körért járó egy pontot megosztották közöttük. Mindegyikük 1/7 pontot kapott.

### német nagydíj

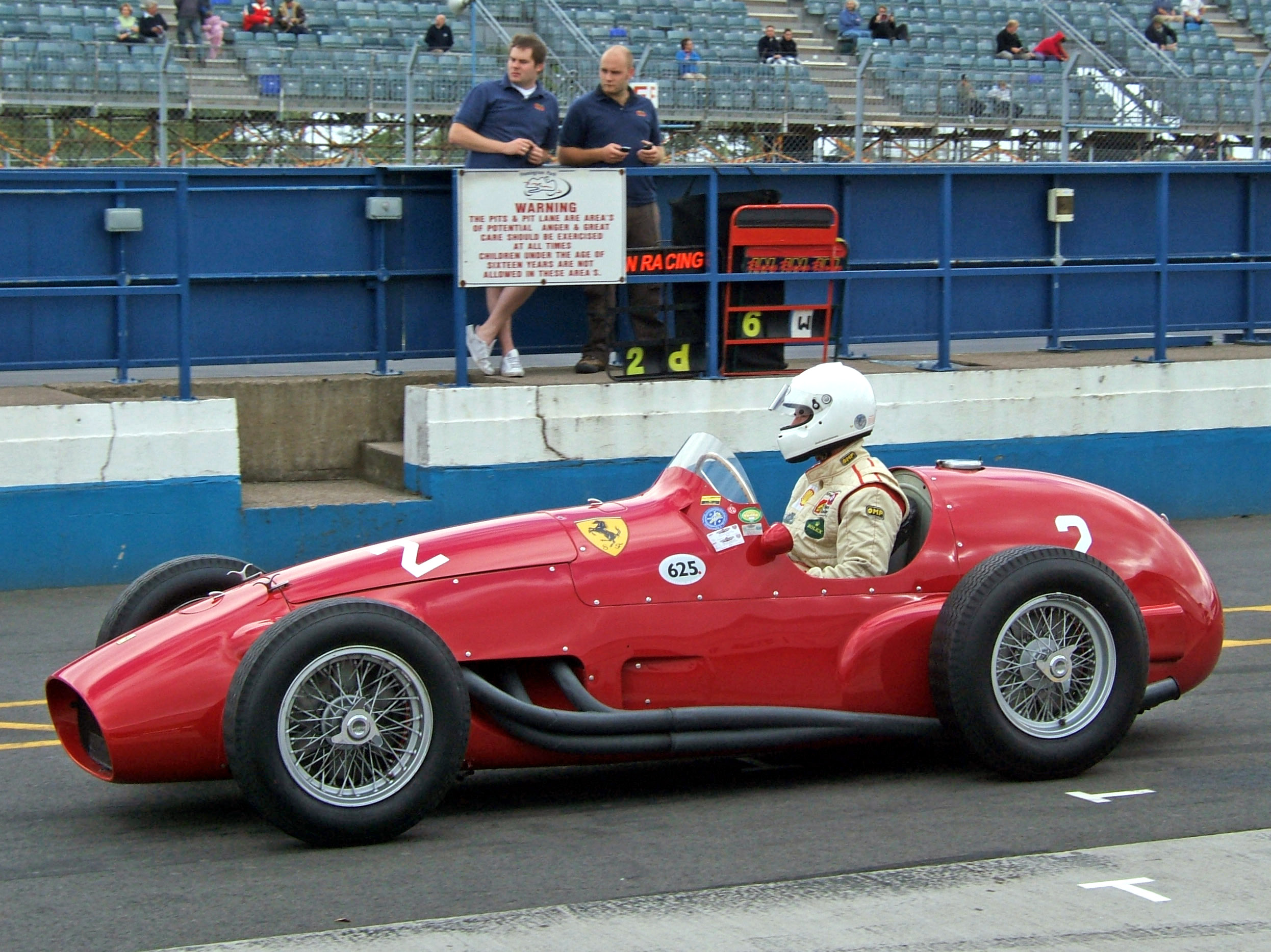
Ferrari 625

Az ötödik versenyt a németországi Nürburgringen rendezték, ahol a német szurkolók nagy örömére a Fangio a Mercedes volánjánál ülve, pole-pozícióból indulva nyert, és a verseny leggyorsabb körét is egy Mercedes futotta, Karl Klinggel a volánjánál, aki végül negyedik lett, Sergio Mantovani előtt. A dobogóra Fangio mögött két Ferraris állhatott fel, Mike Hawthorn és Maurice Trintignant. Hawthornnak meg kellett osztania pontjait Gonzálezzel, akivel autót cserélt hat körrel a 22 körös verseny vége előtt. Fangio ezzel világbajnok lett.
A nagydíj szomorú véget is ért, mert ekkor halt meg Onofre Marimón, a Maserati versenyzője a Wehrseifen kanyarnál.

### svájci nagydíj
A svájci nagydíjon, Bremgartenben González szerezte meg a pole-pozíciót Fangio előtt, de végül a Maestro honfitársa előtt ért célba majd egy perccel, és a verseny leggyorsabb körét is megfutotta. A két argentin mögé Fangio német csapattársa, Hans Herrmann állhatott fel. A két utolsó pontszerző helyen két Maseratis pilóta, az argentin Roberto Mieres és az olasz Sergio Mantovani ért célba.

### olasz nagydíj
A monzai olasz nagydíjon is Fangio rajtolt az első rajtkockából, mögötte Alberto Ascari indult a Ferrariban, ám az olasz a 48. körben motorhiba miatt kiesett a versenyből, így Fangio hatalmas előnnyel nyert. Egy kört vert Hawthornra, kettőt Gonzálezre, aki ráadásul a harmadik helyért járó pontokat kénytelen volt megosztani Umberto Magliolival, akivel a verseny 16. körében autót cserélt, igaz, a leggyorsabb körért járó egy pontot ő kapta. A további két pontszerző a Mercedes német pilótája, Hans Hermann, és Maurice Trintignant.

### spanyol nagydíj
Az évadzáró spanyol nagydíjon, Pedralbesben a Lanciához szerződött Ascari szerezte meg a pole-t, és a vezetett is a versenyben, megfutva annak a leggyorsabb körét, de a futam 10. körében kiállni kényszerült, így megszülethetett a Ferrari az évi második győzelme, a harmadik helyről rajtoló Mike Hawthorn jóvoltából. A második helyről induló Fangio csak a harmadik helyen ért célba két Maseratis, a második Luigi Musso, és a negyedik Mieres között. Az utolsó pontszerző helyet a Mercedes német versenyzője, Karl Kling szerezte meg.

## Futamok
| #  | Futam                      | Dátum         | Pálya             | Pályakép    | Győztes versenyző     | Győztes csapat           | Összefoglaló |
| -- | -------------------------- | ------------- | ----------------- | ----------- | --------------------- | ------------------------ | ------------ |
| 33 | Formula–1 argentin nagydíj | Január 17.    | Oscar Gálvez      |             | Juan Manuel Fangio    | Maserati                 | Összefoglaló |
| 34 | indianapolisi 500          | Május 31.     | Indianapolis      |             | Bill Vukovich         | Kurtis Kraft-Offenhauser | Összefoglaló |
| 35 | Formula–1 belga nagydíj    | Június 20.    | Spa-Francorchamps |             | Juan Manuel Fangio    | Maserati                 | Összefoglaló |
| 36 | Formula–1 francia nagydíj  | Július 4.     | Reims             |             | Juan Manuel Fangio    | Mercedes                 | Összefoglaló |
| 37 | Formula–1 brit nagydíj     | Július 17.    | Silverstone       |             | José Froilán González | Ferrari                  | Összefoglaló |
| 38 | Formula–1 német nagydíj    | Augusztus 1.  | Nürburgring       | Nürburgring | Juan Manuel Fangio    | Mercedes                 | Összefoglaló |
| 39 | Formula–1 svájci nagydíj   | Augusztus 22. | Bremgarten        |             | Juan Manuel Fangio    | Mercedes                 | Összefoglaló |
| 40 | Formula–1 olasz nagydíj    | Szeptember 5. | Monza             |             | Juan Manuel Fangio    | Mercedes                 | Összefoglaló |
| 41 | Formula–1 spanyol nagydíj  | Október 24.   | Pedralbes         |             | Mike Hawthorn         | Ferrari                  | Összefoglaló |

## A világbajnokság végeredménye
Fangio hatalmas fölénnyel nyerte a bajnokságot, és ezzel Ascari után a második többszörös bajnok versenyző lett. A Mercedes megállíthatatlannak tűnt, így Fangio címvédésre készülhetett. Igaz, Fangio mögött a pontversenyben három Ferraris pilóta következett, González, Hawthorn és Trintignant sorrendben. Farina mindössze két versenyen indult, és csak egy második helyig jutott, így az első világbajnok formája megkérdőjelezhető volt, akárcsak a sportág kétszeres világbajnokáé, Ascarié, aki három különböző csapattal négy futamon indult, de egyen sem tudott célba érni. Viszont feltűnt Stirling Moss, aki a későbbi évek egyik legnagyobb pilótája, és Fangio legfőbb kihívója lett.

### Versenyzők
Pontozás:
| Helyezés | 1. | 2. | 3. | 4. | 5. | Lk. | 6.-20. |
| -------- | -- | -- | -- | -- | -- | --- | ------ |
| Pont     | 8  | 6  | 4  | 3  | 2  | 1   | 0      |

(Félkövér: pole-pozíció, dőlt: leggyorsabb kör, a színkódokról részletes információ itt található)
| Helyezés | Versenyző             | ARG | 500‡     | BEL | FRA | GBR        | GER | SUI | ITA     | ESP | Pontszám      |
| -------- | --------------------- | --- | -------- | --- | --- | ---------- | --- | --- | ------- | --- | ------------- |
| 1        | Juan Manuel Fangio    | 1   |          | 1   | 1   | 4**        | 1   | 1   | 1       | 3   | 42 (57.14)    |
| 2        | José Froilán González | 3   |          | 4†  | Ki  | 1**        | 2†  | 2   | 3† / Ki |     | 25.14 (26.64) |
| 3        | Mike Hawthorn         | KIZ |          | 4†  | Ki  | 2**        | 2†  | Ki  | 2       | 1   | 24.64         |
| 4        | Maurice Trintignant   | 4   |          | 2   | Ki  | 5          | 3   | Ki  | 5       | Ki  | 17            |
| 5        | Karl Kling            |     |          |     | 2   | 7          | 4   | Ki  | Ki      | 5   | 12            |
| 6        | Bill Vukovich         |     | 1        |     |     |            |     |     |         |     | 8             |
| 7        | Hans Herrmann         |     |          |     | Ki  |            | Ki  | 3   | 4       | Ki  | 8             |
| 8        | Luigi Musso           | NI  |          |     |     |            |     |     | Ki      | 2   | 6             |
| 9        | Giuseppe Farina       | 2   |          | Ki  |     |            |     |     |         |     | 6             |
| 10       | Jimmy Bryan           |     | 2        |     |     |            |     |     |         |     | 6             |
| 11       | Roberto Mieres        | Ki  |          | Ki  | Ki  | 6          | Ki  | 4   | Ki      | 4   | 6             |
| 12       | Jack McGrath          |     | 3        |     |     |            |     |     |         |     | 5             |
| 13       | Stirling Moss         |     |          | 3   |     | Ki**       | Ki  | Ki  | 10      | Ki  | 4.14          |
| 14       | Onofre Marimón        | Ki  |          | Ki  | Ki  | 3**        |     |     |         |     | 4.14          |
| 15       | Robert Manzon         |     |          |     | 3   | Ki         | 9   |     | Ki      | Ki  | 4             |
| 16       | Sergio Mantovani      |     |          | 7   |     |            | 5   | 5   | 9       | Ki  | 4             |
| 17       | Prince Bira           | 7   |          | 6   | 4   | Ki†        | Ki  |     |         | 9   | 3             |
| 18       | Umberto Maglioli      | 9   |          |     |     |            |     | 7   | 3†      |     | 2             |
| 19       | André Pilette         |     |          | 5   |     | 9          | Ki  |     |         |     | 2             |
| 20       | Luigi Villoresi       |     |          |     | 5   | Ki†        |     |     | Ki      | Ki  | 2             |
| 21       | Élie Bayol            | 5   |          |     |     |            |     |     |         |     | 2             |
| 22       | Mike Nazaruk          |     | 5        |     |     |            |     |     |         |     | 2             |
| 23       | Troy Ruttman          |     | 4†       |     |     |            |     |     |         |     | 1.5           |
| 24       | Duane Carter          |     | 4† / 15† |     |     |            |     |     |         |     | 1.5           |
| 25       | Alberto Ascari        |     |          |     | 21  | Ki** / Ki† |     |     | Ki      | Ki  | 1.14          |
| 26       | Jean Behra            | KIZ |          | Ki  | 6   | Ki**       | 10  | Ki  | Ki      | Ki  | 0.14          |
| 27       | Harry Schell          | 6   |          |     | Ki  | 12         | 7   | Ki  |         | Ki  | 0             |
| 28       | Ken Wharton           |     |          |     | Ki  | 8          |     | 6   |         | 8   | 0             |
| 29       | Fred Wacker           |     |          |     |     |            |     | Ki  | 6       |     | 0             |
| 30       | Fred Agabashian       |     | 6        |     |     |            |     |     |         |     | 0             |
| 31       | Piero Taruffi         |     |          |     |     |            | 6   |     |         |     | 0             |
| 32       | Paco Godia            |     |          |     |     |            |     |     |         | 6   | 0             |
| 33       | Louis Rosier          | Ki  |          |     | Ki  | Ki         | 8   |     | 8       | 7   | 0             |
| 34       | Peter Collins         |     |          |     |     | Ki         |     |     | 7       |     | 0             |
| 35       | Don Freeland          |     | 7        |     |     |            |     |     |         |     | 0             |
| 36       | Jacques Swaters       |     |          | Ki  |     |            |     | 8   |         | Ki  | 0             |
| 37       | Toulo de Graffenried  | 8   |          |     |     |            |     |     |         | Ki† | 0             |
| 38       | Paul Russo            |     | 8        |     |     |            |     |     |         |     | 0             |
| 39       | Larry Crockett        |     | 9        |     |     |            |     |     |         |     | 0             |
| 40       | Cal Niday             |     | 10       |     |     |            |     |     |         |     | 0             |
| 41       | Bob Gerard            |     |          |     |     | 10         |     |     |         |     | 0             |
| 42       | Jorge Daponte         | Ki  |          |     |     |            |     |     | 11      |     | 0             |
| 43       | Art Cross             |     | 11       |     |     |            |     |     |         |     | 0             |
| 44       | Don Beauman           |     |          |     |     | 11         |     |     |         |     | 0             |
| 45       | Chuck Stevenson       |     | 12       |     |     |            |     |     |         |     | 0             |
| 46       | Manny Ayulo           |     | 13       |     |     |            |     |     |         |     | 0             |
| 47       | Leslie Marr           |     |          |     |     | 13         |     |     |         |     | 0             |
| 48       | Bob Sweikert          |     | 14       |     |     |            |     |     |         |     | 0             |
| 49       | Leslie Thorne         |     |          |     |     | 14         |     |     |         |     | 0             |
| 50       | Horace Gould          |     |          |     |     | 15         |     |     |         |     | 0             |
| 51       | Jimmy Jackson         |     | 15†      |     |     |            |     |     |         |     | 0             |
| 52       | Ernie McCoy           |     | 16       |     |     |            |     |     |         |     | 0             |
| 53       | Jimmy Reece           |     | 17       |     |     |            |     |     |         |     | 0             |
| 54       | Ed Elisian            |     | 18       |     |     |            |     |     |         |     | 0             |
| 55       | Frank Armi            |     | 19       |     |     |            |     |     |         |     | 0             |
| —        | Clemar Bucci          |     |          |     |     | Ki         | Ki  | Ki  | Ki      |     | 0             |
| —        | Paul Frère            |     |          | Ki  | Ki  |            | Ki  |     |         |     | 0             |
| —        | Roy Salvadori         |     |          |     | Ki  | Ki         |     |     |         |     | 0             |
| —        | Jacques Pollet        |     |          |     | Ki  |            |     |     |         | Ki  | 0             |
| —        | Roger Loyer           | Ki  |          |     |     |            |     |     |         |     | 0             |
| —        | Sam Hanks             |     | Ki       |     |     |            |     |     |         |     | 0             |
| —        | Pat O'Connor          |     | Ki       |     |     |            |     |     |         |     | 0             |
| —        | Rodger Ward           |     | Ki       |     |     |            |     |     |         |     | 0             |
| —        | Gene Hartley          |     | Ki       |     |     |            |     |     |         |     | 0             |
| —        | Andy Linden           |     | Ki       |     |     |            |     |     |         |     | 0             |
| —        | Johnny Thomson        |     | Ki       |     |     |            |     |     |         |     | 0             |
| —        | Jerry Hoyt            |     | Ki       |     |     |            |     |     |         |     | 0             |
| —        | Jimmy Daywalt         |     | Ki       |     |     |            |     |     |         |     | 0             |
| —        | Tony Bettenhausen     |     | Ki       |     |     |            |     |     |         |     | 0             |
| —        | Spider Webb           |     | Ki       |     |     |            |     |     |         |     | 0             |
| —        | Bill Homeier          |     | Ki       |     |     |            |     |     |         |     | 0             |
| —        | Johnnie Parsons       |     | Ki       |     |     |            |     |     |         |     | 0             |
| —        | Len Duncan            |     | Ki       |     |     |            |     |     |         |     | 0             |
| —        | Pat Flaherty          |     | Ki†      |     |     |            |     |     |         |     | 0             |
| —        | Jim Rathmann          |     | Ki†      |     |     |            |     |     |         |     | 0             |
| —        | Lance Macklin         |     |          |     | Ki  |            |     |     |         |     | 0             |
| —        | Georges Berger        |     |          |     | Ki  |            |     |     |         |     | 0             |
| —        | Bill Whitehouse       |     |          |     |     | Ki         |     |     |         |     | 0             |
| —        | John Riseley-Prichard |     |          |     |     | Ki         |     |     |         |     | 0             |
| —        | Reg Parnell           |     |          |     |     | Ki         |     |     |         |     | 0             |
| —        | Peter Whitehead       |     |          |     |     | Ki         |     |     |         |     | 0             |
| —        | Eric Brandon          |     |          |     |     | Ki         |     |     |         |     | 0             |
| —        | Hermann Lang          |     |          |     |     |            | Ki  |     |         |     | 0             |
| —        | Theo Helfrich         |     |          |     |     |            | Ki  |     |         |     | 0             |
| —        | Ron Flockhart         |     |          |     |     | Ki†        |     |     |         |     | 0             |
| —        | Ottorino Volonterio   |     |          |     |     |            |     |     |         | Ki† | 0             |
| —        | Alan Brown            |     |          |     |     | NI         |     |     |         |     | 0             |
| Helyezés | Versenyző             | ARG | 500‡     | BEL | FRA | GBR        | GER | SUI | ITA     | ESP | Pontszám      |

- ** Több versenyző futott ugyanolyan gyors leggyorsabb kört (megosztott 1 pont).
- † A helyezés ugyanannak az autónak két versenyzője között megoszlott

A csapatok számára 1958-ig nem rendeztek világbajnokságot.